# وارگه سبزتازه
برد رز تازه، روستایی از توابع بخش اندیکا شهرستان مسجدسلیمان در استان خوزستان ایران است.
اهالی این روستا تیره تازه‌ای از طایفه آرپناهی هستند.

## جمعیت
این روستا در دهستان شلال و دشتگل قرار دارد و براساس سرشماری مرکز آمار ایران در سال ۱۳۸۵، جمعیت آن ۳۳۷ نفر (۶۷خانوار) بوده‌است.